# Ascarophis sebastodis
Ascarophis sebastodis är en rundmaskart som beskrevs av Olsen. Ascarophis sebastodis ingår i släktet Ascarophis, och familjen Spiruridae. Inga underarter finns listade i Catalogue of Life.